# Singapura (estado da Malásia)
Singapura foi um dos 14 estados da Malásia de 1963 a 1965. Tornou-se parte da Malásia no dia 16 de setembro de 1963; uma nova entidade política formada a partir da fusão da Federação Malaia com Bornéu do Norte, Sarawak e Singapura. Isto marcou o fim de um período de 144 anos de domínio britânico em Singapura, iniciado com a fundação da moderna Singapura por Sir Stamford Raffles em 1819.
A união, no entanto, foi instável devido à desconfiança e diferenças ideológicas entre os líderes do Estado de Singapura e o governo federal da Malásia. Tais questões resultaram em desentendimentos frequentes relativos à economia, finanças e política. A Organização Nacional de Malaios Unidos (ONMU), que era o partido político no poder no Governo Federal, via a participação do Partido de Ação Popular baseado em Singapura na eleição geral malaia de 1964 como uma ameaça ao seu  sistema político com base nos malaios. Também ocorreram grandes tumultos raciais naquele ano envolvendo a comunidade majoritariamente chinesa e a comunidade malaia em Singapura. Durante uma eleição pelos singapurianos em 1965, a ONMU lançou o seu apoio ao candidato da oposição Barisan Sosialis. Em 1965, o primeiro-ministro malaio Tunku Abdul Rahman decidiu pela expulsão de Singapura da Federação, levando à independência de Singapura em 9 de agosto de 1965. 